# Uno sconosciuto nella mia vita
Uno sconosciuto nella mia vita (A Stranger in My Arms) è un film del 1959 girato in cinemascope da Helmut Käutner e tratto dal romanzo And Ride a Tiger scritto nel 1951 da Robert Wilder.

## Trama
L'aviatore statunitense Pike Yarnell, appena atterrato, viene avvicinato da Christine, vedova del navigatore aeronautico Donald Beasley, membro dell'equipaggio di Pike e morto nel 1953, alla fine della Guerra di Corea, dopo che i due erano stati alla deriva su un canotto nell'oceano a seguito dell'inabissarsi del loro velivolo. Donald, secondo i resoconti ufficiali, dopo alcuni giorni dal naufagio era stato inghiottito dalle onde, mentre Pike si era salvato. Le domande di Christine riguardo al marito ricevono solo una risposta evasiva e piuttosto burbera da parte di Pike.
La facoltosa famiglia di Donald, presso la quale risiedeva anche Christine dopo le sei sole settimane di matrimonio prima che il marito partisse per la guerra, ha fatto costruire un ospedale in memoria di Donald e alla cerimonia di inaugurazione si presenta inaspettato anche Pike. Virginia, la madre di Donald, sta brigando per ottenere per il figlio una prestigiosa onorificenza come caduto di guerra, e Vance Beasley, capostipite della famiglia, durante una cena in cui i servitori neri agitano i ventagli per rimediare alla calura del profondo Sud, giunge ad offrire a Pike del denaro purché testimoni, nelle opportune sedi governative, a favore dell'eroismo di Donald. A questo punto il pur pacato Pike si risente.
Ne scaturisce il racconto di un rapporto morboso fra Virginia ed il figlio Donald, del suo odio nei confronti della madre e del suo matrimonio senza amore con Christina, che gradatamente prende ella stessa coscienza del suo rapporto di dipendenza nei confronti di Virginia e delle vere profonde implicazioni del suo breve matrimonio. In un ultimo decisivo confronto, prima che Christina si decida a lasciare i Beasley per iniziare una nuova vita con Pike, emergono altre scomode verità su Donald: il naufragio dovuto ad un suo errore tecnico, il suo comportamento instabile durani i giorni alla deriva, ed infine il suo suicidio. Tutti elementi che concorrono a rendere priva di fondamento la richiesta della famiglia di un'onorificenza militare.